# Большой Заполек
Большой Заполек — деревня в Окуловском муниципальном районе Новгородской области, относится к Боровёнковскому сельскому поселению.
Деревня расположена на Валдайской возвышенности, в 28 км к западу от Окуловки (37 км по автомобильной дороге), до административного центра сельского поселения — посёлка Боровёнка 14 км (17 км по автомобильной дороге).
| 2010 |
| ---- |
| 5    |

В окру́ге на расстоянии 2 км расположены ещё три деревни: Бор на западе, Корпово на юге и Ольховка на севере. В 1 км к югу протекает река Волма.

## История
В Новгородской губернии деревня была приписана к Заручевской волости Крестецкого уезда, а с 30 марта 1918 года Маловишерского уезда. После 1927 года деревня входила в Заручевский сельсовет, затем до 2005 года деревня входила в число населённых пунктов подчинённых администрации Боровёнковского сельсовета, после вошла в число населённых пунктов Боровёнковского сельского поселения.

## Транспорт
Ближайшая железнодорожная станция расположена в Боровёнке. Через деревню проходит автомобильная дорога из Боровёнки в Заручевье.